# Joey Hauser
Joey Hunter (Green Bay, Wisconsin; 17 de julio de 1999) es un baloncestista estadounidense que pertenece a la plantilla de los College Park Skyhawks de la NBA G League. Con 2,03 metros de estatura, juega en la posición de ala-pívot. Es hermano menor del también jugador profesional Sam Hauser.

## Trayectoria deportiva

### Universidad
Jugó una temporada con los Golden Eagles  de la Universidad Marquette, en la que promedió 9,7 puntos, 5,3 rebotes y 2,4 asistencias por partido, que le valieron para ser incluido en el mejor quinteto de rookies de la Big East Conference.
Tras esa primera temporada, fue transferido a los Spartanse de la Universidad Estatal de Míchigan, donde tras cumplir con el año en blanco que imponía la NCAA en las transferencias, jugó tres temporadas más, en las que promedió 10,5 puntos, 6,0 rebotes y 1,6 asistencias por encuentro.

#### Estadísticas
| Año     | Equipo         | PJ       | PT       | MPP      | %TC      | %3P      | %TL      | RPP      | APP      | ROB      | TPP      | PPP      |
| ------- | -------------- | -------- | -------- | -------- | -------- | -------- | -------- | -------- | -------- | -------- | -------- | -------- |
| 2018–19 | Marquette      | 34       | 31       | 29.2     | .447     | .425     | .791     | 5.3      | 2.4      | .4       | .1       | 9.7      |
| 2019–20 | Michigan State | Redshirt | Redshirt | Redshirt | Redshirt | Redshirt | Redshirt | Redshirt | Redshirt | Redshirt | Redshirt | Redshirt |
| 2020–21 | Michigan State | 28       | 16       | 21.5     | .475     | .340     | .721     | 5.6      | 1.4      | .4       | .2       | 9.7      |
| 2021–22 | Michigan State | 35       | 29       | 22.2     | .446     | .408     | .862     | 5.3      | 1.7      | .3       | .2       | 7.3      |
| 2022–23 | Michigan State | 32       | 32       | 33.9     | .488     | .465     | .871     | 7.0      | 1.9      | .4       | .2       | 14.3     |
| Total   | Total          | 129      | 108      | 26.8     | .466     | .416     | .811     | 5.8      | 1.9      | .4       | .2       | 10.2     |

### Profesional
Tras no ser elegido en el Draft de la NBA de 2023, el 3 de julio firmó un contrato dual con los Utah Jazz, con los que disputó las Ligas de Verano de la NBA, pero fue despedido el 13 de octubre antes de debutar en competición oficial. El 20 de octubre firmó con Los Angeles Clippers, pero fue despedido al día siguiente, y el 30 de octubre se unió a su filial en la G League, los Ontario Clippers. En su primera temporada en el equipo promedió 6,5 puntos y 3,4 rebotes por partido.
El 21 de agosto de 2024, firma un contrato no garantizado con Atlanta Hawks, pero fue despedido cuatro días más tarde. El 26 de octubre se unió a los College Park Skyhawks.